# Валов, Леонид Григорьевич
Леонид Григорьевич Валов (1947—1995) — полковник милиции, участник первой чеченской войны, Герой Российской Федерации (1996).

## Биография
Родился 30 апреля 1947 года в Свердловске.
Окончил ПТУ, затем три года работал токарем на Уральском электромеханическом заводе. В октябре 1966 года Валов был призван на службу в Советскую Армию, был уволен в запас командиром взвода гвардейского танкового полка. В 1971 году вернулся в армию, в декабре 1973 года перешёл на работу в органы МВД СССР. Был участковым инспектором, заместителем начальника районного отдела милиции, старшим оперуполномоченным по борьбе с наркобизнесом, командиром СОБРа. В 1984 году Валов окончил Академию МВД СССР. В январе 1995 года он разработал и успешно провёл спецоперацию по задержанию банды Метелева, орудовавшей на Урале.

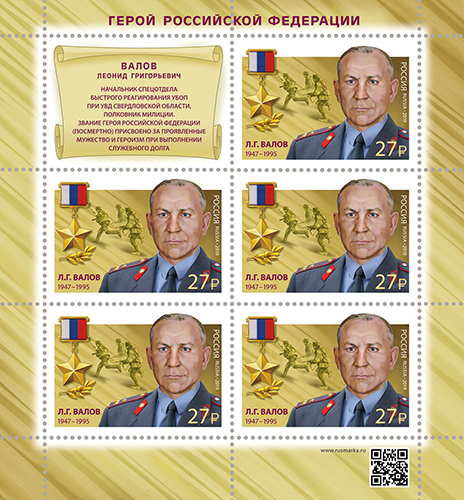

С весны 1995 года неоднократно бывал в служебных командировках в Чечне, руководил различными специальными операциями. Так, во время одной из операций СОБРовцы обнаружили и изъяли 15 гранатомётов, 2 огнемёта, 6 автоматов, 40 ручных гранат, около 600 артиллерийских снарядов, 12 единиц автотранспорта, числившихся в угоне. Валов постоянно находился в боевых порядках своего отряда. Среди городов, в которых он побывал со своим отрядом: Гудермес, Новогрозненский, Аргун, Шали, Чамки. В декабре 1995 года Валов осуществлял переговоры, результатом которых стал обмен взятого в плен боевика на двоих военнослужащих федеральных войск. Когда в декабре 1995 года сепаратисты атаковали Гудермес и осадили городскую комендатуру, Валов разработал план по её деблокированию. Во главе группы из пятнадцати человек он высадился ночью к югу от Гудермеса. СОБРовцам удалось скрытно подобраться к зданию комендатуры. Когда они предприняли попытку прорваться в комендатуру, их обнаружил противник. Валов, находящийся в стороне от основных сил своего отряда, непрерывно меняя позиции, вёл автоматный огонь, создавая впечатление у противника, что там действуют основные силы. Его действия позволили группе прорваться в здание. Валов получил смертельное ранение, от которого скончался на месте. При попытке эвакуировать его тело погиб майор милиции Владимир Ласточкин, впоследствии удостоенный звания Героя Российской Федерации.
Указом Президента Российской Федерации № 972 от 21 июня 1996 года полковник милиции Леонид Валов был удостоен высокого звания Героя Российской Федерации. Также был награждён орденом Мужества.
Похоронен в Екатеринбурге на Широкореченском кладбище.

## Память
- В честь полковника в родном Екатеринбурге проводятся ежегодные соревнования по дзюдо. Турнир проводится среди юношей и юниоров города, равно как и участников из других городов УрФО. Среди почётных гостей и судей турнира зачастую можно встретить бывших коллег Героя[3].
- 8 ноября 2019 года вышла почтовая марка, посвящённая Герою России Леониду Валову. Тираж 85 тыс. экз. Художник В. Бельтюков. Также АО «Марка» издан конверт первого дня и изготовлены штемпеля специального гашения для Москвы, Санкт-Петербурга, Брянска, Екатеринбурга и Оренбурга.